# Dedo von Schenck (Diplomat)
Dedo Otto Eberhard Kersten von Schenck (* 29. April 1922; † 21. Februar 1975 in Bonn) war ein deutscher Jurist und Diplomat, der zuletzt zwischen 1972 und 1975 Leiter der Rechtsabteilung des Auswärtigen Amtes war.

## Leben
Dedo von Schenck absolvierte ein Studium der Rechtswissenschaften und schloss seine Promotion zum Dr. jur. an der Universität Hamburg am 12. Dezember 1950 mit einer Dissertation mit dem Titel Der Begriff der „Sphäre“ in der Rechtswissenschaft, insbesondere als Grundlage der Schadenszurechnung ab. Dann trat er in den Auswärtigen Dienst ein und fand nach Abschluss der Attaché-Ausbildung verschiedene Verwendungen in der Zentrale des Auswärtigen Amtes in Bonn sowie an Auslandsvertretungen. Im März und April 1961 nahm er neben Carl Werner Dankwort, Carl-Hermann Mueller-Graaf, Hermann Meyer-Lindenberg, Heinrich Grützner, Heribert Mast, Edgar Schwörbel, Wolfram Hucke, Johannes von Vacano und Friedrich Kroneck in Wien an einer  UN-Konferenz über diplomatische Beziehungen und Immunität teil. Im April 1964 nahm er als Legationsrat neben Kurt Luedde-Neurath, dem damaligen Leiter des Referats Osteuropa, Rudolf Jestaedt, Gisela Rheker und Renate Finke-Osiander an Gesprächen über die Aufnahme von diplomatischen Beziehungen mit der Tschechoslowakei teil. 1965 war er als Vortragender Legationsrat Erster Klasse Leiter des Referats V 1 Völkerrecht und Staatsverträge.
1966 wechselte von Schenck, der einige Zeit als Rechtsanwalt in Frankfurt am Main tätig war, in die Wirtschaft und war bis 1969 als Leiter der Rechtsabteilung der Friedrich Krupp AG in Essen tätig. In dieser Position fungierte er neben Berthold Beitz und Arndt von Bohlen und Halbach unter anderem als Testamentsvollstrecker des am 30. Juli 1967 verstorbenen letzten Alleininhabers der Krupp AG, Alfried Krupp von Bohlen und Halbach.
Im Anschluss kehrte von Schenck ins Auswärtige Amt zurück und war anfangs Leiter des Referats für Internationales Recht und Berater für Völkerrecht. In dieser Funktion führte er unter anderem im Februar 1970 Gespräche mit der Regierung der Volksrepublik Polen über die Oder-Neiße-Grenze und versuchte zu beweisen, dass die im Potsdamer Abkommen vom 2. August 1945 getroffenen Regelungen zur Oder-Neiße-Grenze nicht endgültig waren. Darüber hinaus betonte er, dass die Bundesrepublik Deutschland kein alleiniges Entscheidungsrecht für Ganz-Deutschland zu dieser Grenzfrage hätte, was quasi einer Anerkennung der DDR gleichkam. Zuletzt war er von 1972 bis zu seinem Tode 1975 Völkerrechtsberater und Leiter der Rechtsabteilung als Ministerialdirektor im Auswärtigen Amt.
Sein Sohn Kersten von Schenck ist ebenfalls Jurist, Mitglied der Alfried Krupp von Bohlen und Halbach-Stiftung und des Aufsichtsrates von Thyssenkrupp.

## Veröffentlichungen
- Der Begriff der „Sphäre“ in der Rechtswissenschaft, insbesondere als Grundlage der Schadenszurechnung, Dissertation, Universität Hamburg, Hamburg 1950[9]
- Die Festlandsockel-Proklamation der Bundesregierung vom 20. Januar 1964, in: Festschrift für Peter Pfeiffer, Düsseldorf/Wien 1965, S. 485 ff.
- Das Problem der Beteiligung der Bundesrepublik Deutschland an Sanktionen der Vereinten Nationen, besonders im Falle Rhodesiens, in: ZaöRV, 29, 1969, S. 257 ff.
- Die vertragliche Abgrenzung des Festlandsockels unter der Nordsee zwischen der Bundesrepublik Deutschland, Dänemark und den Niederlanden nach dem Urteil des IGH vom 20. Februar 1969, in: JIR, 15, 1971, S. 370 ff.